# Vinhas
Vinhas é uma povoação portuguesa  sede da Freguesia de Vinhas do Município de Macedo de Cavaleiros, freguesia com 33,20 km² de área e 160 habitantes (censo de 2021), tendo, por isso, uma densidade populacional de 4,8 hab./km².

## História
Pertenceu ao extinto concelho de Izeda até 1855, tendo passado nessa data para o concelho (atual município) de Macedo de Cavaleiros. O seu orago é São Vicente e tem como anexa a localidade de Castro Roupal.

## Demografia
A população registada nos censos foi:
| Distribuição da População por Grupos Etários | Distribuição da População por Grupos Etários | Distribuição da População por Grupos Etários | Distribuição da População por Grupos Etários | Distribuição da População por Grupos Etários |
| -------------------------------------------- | -------------------------------------------- | -------------------------------------------- | -------------------------------------------- | -------------------------------------------- |
| Ano                                          | 0-14 Anos                                    | 15-24 Anos                                   | 25-64 Anos                                   | > 65 Anos                                    |
| 2001                                         | 28                                           | 23                                           | 144                                          | 98                                           |
| 2011                                         | 11                                           | 15                                           | 105                                          | 105                                          |
| 2021                                         | 1                                            | 5                                            | 51                                           | 103                                          |

## Património
- Igreja Paroquial de São Vicente de Vinhas - Imóvel de Interesse Público.